# Димитър Каляшки
Димитър Василев Каляшки е деец на БРП (к).

## Биография
Димитър Каляшки е роден на 10 август 1910 г. в с. Жиленци, Кюстендилско. Средно образование завършва в Кюстендилската гимназия. Член на БКМС (1927), РМС (1928) и БРП (к) (1930).
Студент по специалност физика в Софийския университет. Член на централното ръководство на БОНСС (1930). Участник и организатор на студентски протести. Отговорен редактор на в. „Студентско знаме“. Сътрудничи на вестниците „Заря“, „Жупел“ и „Релеф“. Изключен от университета и въдворен в родното си село през 1933 г. Неговото етнографско изследване „Върху народния говор в Кюстендилско“ е откупено от филологическия отдел на БАН. Отбива военната си служба в 7-а Трудова дружина в Радомир. Стенограф на 5-ия Пленум на БРП (к).
Секретар на районния комитет на БРП (к) в Кюстендил. Арестуван и осъден по ЗЗД на „Жиленския процес“ на 12,5 г. затвор. Присъдата изтърпява в Сливенския, Софийския и Плевенския затвор. Амнистиран през 1941 г. Коректор и преводач в книгоиздателство „Нов свят“ (София).
Участва в Съпротивителното движение по време на Втората световна война. Преминава в нелегалност през 1941 г. Инструктор на ЦК на БРП (к). Организатор на движението в Кюстендилско. Партизанин от Кюстендилската чета. Пише публицистични статии в нелегалния печат. Загива на 28 февруари 1943 г. при престрелка с полицията в родното си село Жиленци.